# محترف رمال للفنون
تأسس محترف رمال للفنون عام 1999 على يد الفنان النحّات عبد العزيز أبو غزالة حيث كان موقعه في جبل اللويبدة في قلب العاصمة الأردنية عمّان. ترتكز نشاطات المحترف على الحراك الفني اليومي المتمثّل باللقاءات التي تعقد على مستويات مختلفة كاللقاءات الدورية الثقافية والمتخصصة مثل «لقاء الشعراء» و«لقاء الثلاثاء» الذي يتناول قضية معينة للنقاش؛ بالإضافة للدورات المتخصصة التي يعقدها المحترف في مجال الفنون البصرية والموسيقية.
بدأ محترف رمال كمكان خاص بالنحات والفنان عبد العزيز ابوغزالة الذي قرر في العام 1999 أن يشاركه به الناس من المهتمين بالثقافة والفنون بالإضافة إلى الطلاب والفنانين ليصبح المحترف بيئة خصبة لتلاقح جميع ألوان الفن المختلفة من موسيقى، مسرح، سينما، أدب وفنون بصرية، استطاع من خلال هذه التجربة الفريدة أن يخرج على الجمهور بمجموعة فعاليات فنية وثقافية مميزة بدعم ذاتي بعيدا عن الأشكال التقليدية التي تقوم عليها المؤسسات الرسمية حتى وصفه الكاتب الراحل خليل قنديل ب (وزارة الثقافة الشعبية) لما قدمه من نشاط ثقافي فريد في الشكل والمضمون.
قدم محترف رمال مجموعة كبيرة من الأعمال والنشاطات الثقافية منذ تأسيسه كان منها أمسيات موسيقية وأعمال مسرحية وعروض سينمائية بالإضافة إلى ورشات ومعارض للفنون البصرية ولعل من أهم
ما قدمه رمال، حفل استذكار الفنان العربي الفلسطيني مصطفى الحلاج في العام 2002 ومهرجان ربيع رمال لثلاث دورات متتالية شارك فيه الفنان الفلسطيني مصطفى الكرد والشاعر العربي مريد البرغوثي والكاتب العربي الساخر الراحل محمد طملية والروائي العربي المصري صنع الله إبراهيم وأسماء فكرية أدبية أخرى.

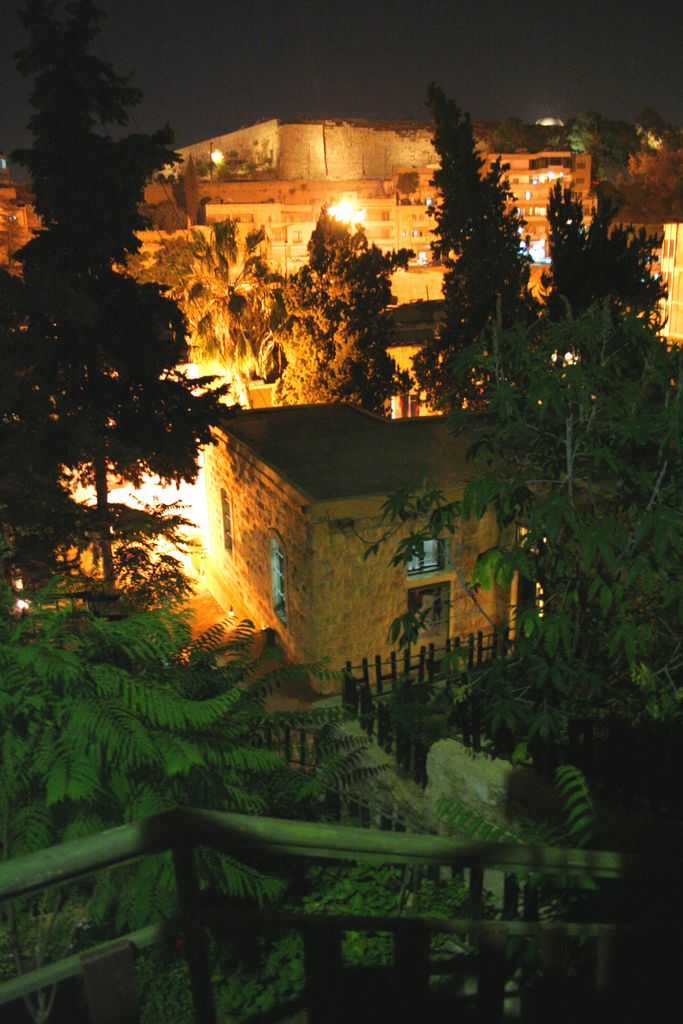
محترف رمال تصوير ليلي

في مطلع العام 2005 انتقل محترف رمال إلى مكان آخر في نفس منطقة اللويبدة لكن هذه المرة كان المكان الجديد هو عبارة عن مدرسة مهجورة لمدة تزيد عن 16 عام وقد صنع الدهر بها ما صنع من خراب ودمار نتيجة الهجران ليصار الي ترميمه واعادة تأهيله ليصبح مكانا يضج بالحياة وليصبح مدرسة من نوع آخر مع المحافظة على الروح التي قام عليها، واستمر رمال بتقديم نشاطاته كما اعتاد لكن في مان أكثر رحابة ضم مسرحا وصالات عرض وورشات فنية بالإضافة إلى مقهى شعبي لخدمة رواده الذين زاد عددهم عن 150 زائر باليوم الواحد كما زاد عدد أصدقائه عن 25,000.
عمل محترف رمال على تأسيس عدد من الفرق الموسيقية التي تعنى بالموسيقى الشرقية كان أهمها فرقة شرق وفرقة وتر كما دعا إلى مجموعة كبيرة من الأمسيات الموسيقية والمهرجانات العربية الفنية منها زيارة دمشقية بمشاركة مجموعة من الفنانين والكتاب السوريين في العام 2007 وزيارة لفنانين من فلسطين كما أقام ملتقى دولي للفنون عام 2008 حمل اسم (سبلاش Splash) اشتمل على سمبوزيوم نحت ورسم بمشاركة 30 فنان عالمي منهم الفنان الإنجليزي العالمي
Kenneth Le Riche
تميز محترف رمال بنوعية نشاطاته من حيث الشكل والمضمون وكذلك بنوعية وكثافة الحضور مما جعل منه قبلة لكل الفنانين والمثقفين سواء على المستوى المحلي أو العربي والدولي.
أهم نشاطاته:
1- إنتاج فيلم (نهر الحياة) للفنان العربي الفلسطيني مصطفى الحلاج 2002
2- مهرجان ربيع رمال 2003,2004,2005
3- حفل توقيع رأيت رام الله للشاعر العربي مريد البرغوثي 2005
4- إنتاج فيلم (المكان ليس هنا) 2005 عن تجربة الشاعر مريد البرغوثي
5- مهرجان الأردن الفيلم القصير 2008,2009
6- حفل استذكاري للشاعرالعربي الكبير محمود درويش 2008
7- عشرات الأمسيات الشعرية والأدبية وحفلات توقيع الكتب
8- أمسيات موسيقية وعروض سينمائية وعروض مسرحية
9- عشرات المعارض التشكيلية
10- عدد كبير من ورشات العمل في الفنون المختلفة